# Amerikansk marulk
Amerikansk marulk (Lophius americanus) är en fisk som tillhör familjen marulkfiskar och förekommer i västra Atlanten, utanför Nordamerikas östkust.

## Utseende
Kroppen är bred och tillplattad ovanifrån samt har ett stort huvud med bred, uppåtriktad, kraftigt tandbeväpnad mun (de flesta tänderna sitter i en till tre rader i underkäken) med tydligt underbett. Underkäkens tänder är synliga även när munnen är stängd. Den främre ryggfenans tre första srålar är fria; den främsta bildar ett metspöliknande fångstredskap, illiciet, med en skinnflik i spetsen. Bröstfenornas baser är tjocka och armliknande. Kroppen i övrigt är liten och smalnar av mot den obetydliga, kvastliknande stjärtfenan. De övriga fenorna är dock tjocka och kraftiga. De vuxna fiskarna har en chokladbrun ovansida, som kan vara spräcklig i mindre, ljusa och mörka fält. Ibland kan den också vara vitprickig. De två ryggfenorna, bröstfenornas övre sidor och stjärtfenan är mörkare än ryggfärgen, nästan svarta i spetsarna. Buken är mer eller mindre rent vit. Unga exemplar är spräckliga i brunt och grönt. Honona blir längre än hanarna; som mest kan arten bli 140 cm lång, även om få blir längre än 100 cm, och väga 22,6 kg.

## Vanor
Arten föredrar sandbottnar där den vilar på bottnen, ofta delvis nergrävd eller i en fördjupning där den kan anfalla förbipasserande byten. När den förflyttar sig, är det antingen genom långsamt simmande eller genom att gå på bottnen med hjälp av sina kraftiga bröstfenor. Den kan gå ner till 670 meters djup; djupast i de södra delarna av sitt utbredningsområde.
Hanarnas normala livslängd är 9 år, mot 11 år för honorna. Största konstaterade ålder är 30 år.

### Föda
De vuxna fiskarna lever främst av fisk, och i mycket liten grad av ryggradslösa djur. Uppe vid ytan, till exempel när de förts dit i samband med stormar, kan de även ta havsfågel. De nykläckta larverna tar djurplankton som kräftdjurslarver, hoppkräftor och pilmaskar, för att som äldre, när de blivit bottenfiskar, börja äta fisk, även om kräftdjur som räkor samt bläckfisk även spelar stor roll.

### Fortplantning
Arten blir numera (1999) könsmogen vid en ålder av 3 år för hanar, 3 till 4 år för honor (åldrarna har varit högre tidigare). Leken äger rum från vår till tidig höst, med en topp under maj till juni. Antalet ägg varierar från 300 000 till 2 400 000 för honor mellan 61 och 105 cm. De läggs i långa, flytande, slemtäckta men icke-klibbande strängar. Det antas att slemmet innehåller avskräckande eller giftiga ämnen som avskräcker möjliga predatorer från att äta dem. Äggens utveckling varierar kraftigt med temperaturen; vid 5ºC kläcks de efter 100 dygn, mot 6 till 7 dygn vid 15ºC.

## Utbredning
Utbredningsområdet omfattar västra Atlanten från Quebec i Kanada till nordöstra Florida i USA; söder om North Carolina håller den främst till i djupare vatten, längre ut från kusten.

## Betydelse för människan
Arten anses vara en utmärkt matfisk med ett vitt, benfattigt kött, och är föremål för ett omfattande, kommersiellt fiske; sportfiske förekommer också.